# Elecciones provinciales de Buenos Aires de 1958
Las elecciones generales de la provincia de Buenos Aires de 1958 tuvieron lugar el 23 de febrero, al mismo tiempo que las elecciones presidenciales y legislativas a nivel nacional. Se realizaron con el objetivo de restaurar las instituciones democráticas constitucionales de la provincia después de casi tres años de la dictadura militar autodenominada Revolución Libertadora, que derrocó al presidente Juan Domingo Perón, proscribió a su partido y al peronismo en general, y convocó a comicios generales con la proscripción de la mayor fuerza política del país. Simultáneamente, el segundo mayor partido, la Unión Cívica Radical (UCR), se dividió en dos: la UCR Intransigente, favorable a pactar con el peronismo, y la UCR del Pueblo, favorable a la proscripción.
El 19 de febrero, Perón desde el exilio apoyó públicamente al candidato presidencial de la UCRI, Arturo Frondizi. De este modo, Frondizi obtuvo una amplia victoria en las elecciones, y sus candidatos tanto a legisladores como a Gobernador se vieron beneficiados por esto. En Buenos Aires, la fórmula integrada por Oscar Alende para gobernador y Arturo Crosetti para vicegobernador se impuso por solo el 36.03% de los votos, si bien fue el único candidato que superó el millón de sufragios, contra el 20.76% de la fómrula de los radicales del pueblo, encabezada por Crisólogo Larralde como candidato a gobernador y secundada por Ricardo Rudi para vicegobernador.
Alende asumió el cargo el 1 de mayo. No logró completar su mandato constitucional debido a la intervención de la provincia por parte de Arturo Frondizi tras el triunfo del peronista Andrés Framini en los siguientes comicios gubernativos.

## Renovación legislativa
| Sección Electoral | Diputados | Senadores |
| ----------------- | --------- | --------- |
| 1                 | 11        | 6         |
| 2                 | 11        | 5         |
| 3                 | 14        | 7         |
| 4                 | 14        | 7         |
| 5                 | 11        | 5         |
| 6                 | 11        | 6         |
| 7                 | 6         | 3         |
| Capital           | 6         | 3         |
| Total             | 84        | 42        |

## Resultados

### Gobernador y vicegobernador
|  | 39,68 % |

|  | 22,86 % |

|  | 4,27 % |

|  | 33,19 % |

|  | 90,81 % |

|  | 9,19 % |

|  | 91,80 % |

|  | 100 % |